# Horten
Horten là một thị xã và đô thị ở hạt Vestfold, Na Uy, nằm dọc theo Oslofjord. Trung tâm hành chính của đô thị này là thị xã Horten. Đô thị này cũng bao gồm các làng Borre, Åsgårdstrand, Skoppum, và Nykirke.
Thị trấn Horten đã được tách khỏi đô thị Borre để trở thành một đô thị của riêng mình vào năm 1858. Các đô thị lân cận của Borre và Horten được sáp nhập lại với nhau ngày 1 tháng 1 năm 1988. Tên của các đô thị thống nhất mới lần đầu tiên được Borre, nhưng sau khi trưng cầu dân ý này đã được thay đổi thành Horten vào ngày 01 Tháng Sáu 2002.